# Розшукова система
Розшукова система або процес (англ. Inquisitorial system, тому ще уживають інквізиційна система або процес) — правова система, де суд або частина суду бере активну участь у розслідуванні фактів справи, на відміну від змагальної системи, де роль суду полягає, насамперед, у ролі неупередженого арбітра між обвинуваченням і захисником. Розшукові системи використовуються в основному в країнах з романо-германською системою права на відміну від загального права. Країни, що використовують загальне право, включаючи Сполучені Штати Америки, можуть використовувати розшукову систему для коротких слухань у випадку проступку, такого як незначне порушення правил дорожнього руху. Різниця між змагальною та розшуковою системою теоретично не пов'язана з розрізненням між романо-германською правовою системою та системою загального права. Деякі вчені-правознавці вважають, що слово «розшукова» вводить в оману, і вважають за краще уживати слово незмагальна. Ця функція часто покладається на державного прокурора в таких країнах, як Китай, Японія, Німеччина,  Шотландія, та інших.